# Операція «Криптоніт»
Операція «Криптоніт» (англ. Operation Kryptonite) — спільна військова операція Міжнародних сил сприяння безпеці (МССБ) у складі Нідерландів,  Великої Британії і Афганської національної армії під патронатом НАТО. Складова частина операції «Ахіллес». Головним завданням операції було поставлено очищення району навколо греблі Каджакай, що знаходилась під контролем талібів, а також ремонт гідроелектростанції та відновлення постачання електроенергії. Нерегулярні бої точилися навколо території греблі, а також міста Муса Кала протягом 10 днів, поки коаліційні війська змогли захопити плацдарм для подальшого наступу.

## Битва
Коаліційні війська розпочали наступ у вихідні дні 10 та 11 лютого, попередньо провівши прицільне бомбардування, щоб не допустити пошкодження інфраструктури всередині і навколо греблі. Руйнування греблі призвело б до катострофічних наслідків для обох сторін і особливо для афганського народу. Можливо, саме це було однією з головних причин через яку таліби не підірвали греблю під час відступу. При наближенні до греблі, коаліційні війська потрапили під щільний вогонь з стрілецької зброї та РПГ, ситуацію також ускладнювали мінометні обстріли з боку бойовиків. Ближче до кінця бою, бойовикам стало очевидно, що навіть знаходячись в меншості, коаліційні війська стрімко просуваються вперед, що деморалізувало талібів і призвело до відступу з поля бою. На світанку понеділка, союзні сили провели бомбардування позицій талібів, розташованих між греблею і містом. Що спричинило загибель командира талібів Мулли Манана. Це вбивство остаточно зламало бойовий дух бойовиків. Сили талібів були повержені в хаос і розпочали поспішний відступ. Полковник Том Коллінз про відчайдушний відступ талібів:
| Ліві лапки | Під час цієї операції... екстремісти Талібану вдалися до використання живого щита. Зокрема, захоплюючи місцевих афганських дітей, для прикриття свого відступу з зони обстрілу | Праві лапки |

 — Полковник Том Коллінз, речник НАТО.

## Наслідки
Таліби ніколи не мали наміру знищити греблю, але вони як і раніше вдалися до тактики спаленої землі. Під час своєї втечі, щоб затримати просування коаліційних військ НАТО, вони демонтували та зруйнували багато складних механічних компонентів греблі. Відновлення цієї греблі а також енергопостачання, життєво необхідного для місцевого населення, надало коаліційним військам підтримку місцевих жителів, та забезпечило нові робочі місця в енергетичному секторі.
Представник НАТО повідомив, що з коаліційних військ у ході бойових дій ніхто не постраждав, і що точне число вбитих і поранених бойовиків невідомо. Незважаючи на це, він також повідомив, що під час і після бою, було захоплено в полон десять ймовірних бойовиків. За повідомленнями НАТО також стверджує, що жодна цивільна особа не була вбита під час проведення операції, не дивлячись на використання бойовиками живого щита, хоча місцеві жителі спростовують це твердження.